# 帥姓
帥姓是中國姓氏之一。西晉武帝司馬炎追伯父司馬師为晉景帝，并令天下避“師”字名諱，故部分師姓者改為帥姓。也是帅姓的源頭之一。

## 延伸阅读
[在维基数据编辑]
 《百家姓》
 《欽定古今圖書集成·明倫彙編·氏族典·帥姓部》，出自陈梦雷《古今圖書集成》

## 參看
- 避諱